# Menophra brunnata
Menophra brunnata là một loài bướm đêm trong họ Geometridae.